# Fischmarkt (Luxemburg)

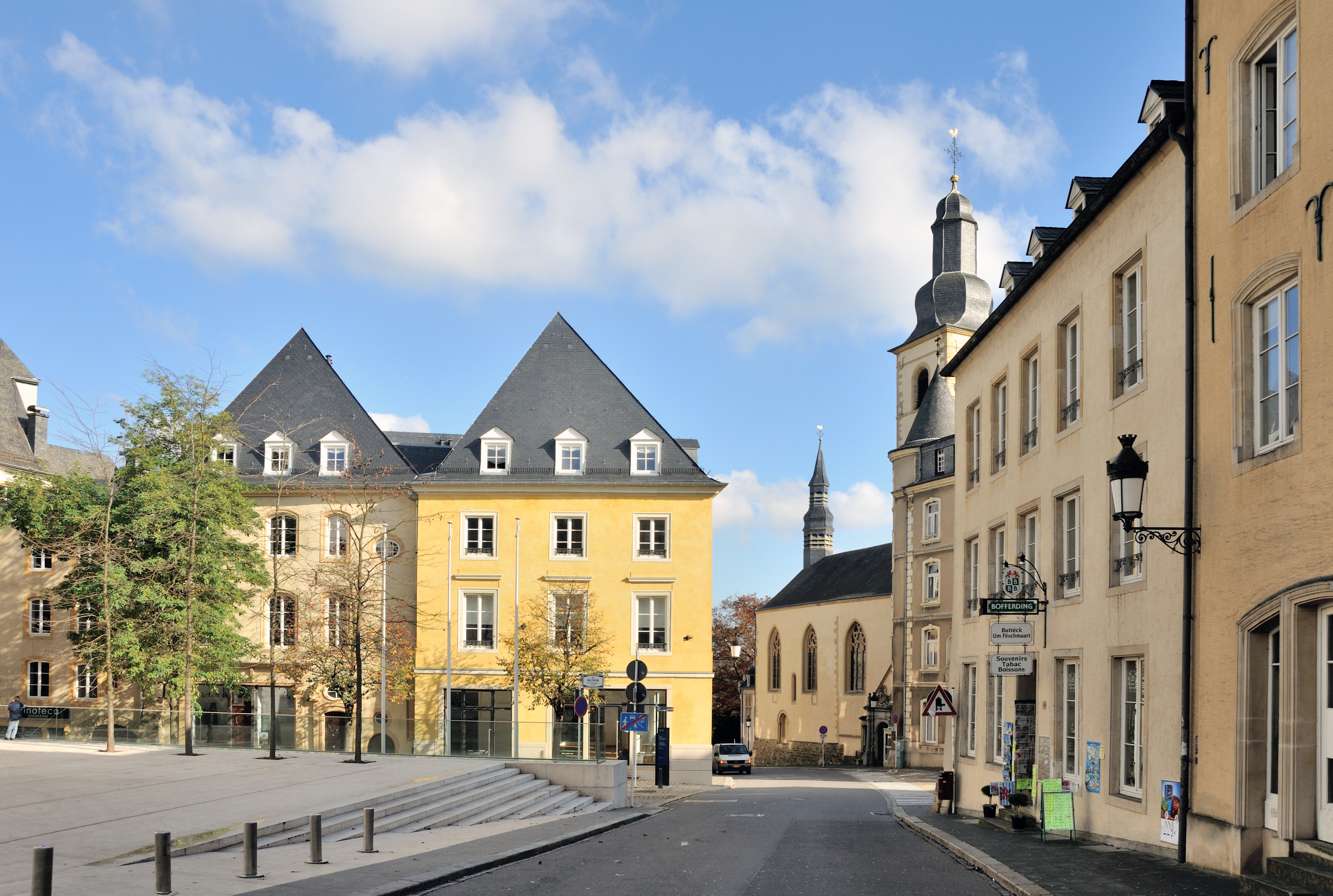
Fischmarkt mit dem obersten Teil der rue Sigefroi und der St.-Michaelskirche

Der Fischmarkt (luxemburgisch Fëschmaart), ehemals Kreuzungspunkt zweier Römerstraßen, ist das historische Zentrum der Luxemburger Altstadt im Stadtbezirk Luxemburg-Oberstadt. Hier wurden auf dem Vorplatz der Grafenburg die ersten Märkte abgehalten. In den engen Gassen um den Fischmarkt, früher Alt- oder Käsemarkt genannt, spielte sich das wirtschaftliche und gesellschaftliche Leben der ersten Stadtbewohner ab. Die den Platz säumenden Gebäude besitzen einen besonderen historischen Wert.
Heute liegt am Fischmarkt das Luxemburgische Nationalmuseum für Geschichte und Kunst (Musée National d'Histoire et d'Art), der Sitz des Staatsrates sowie die über tausendjährige St. Michaelskirche. Nicht weit entfernt liegt der frühere Justizpalast, das aktuelle Aussenministerium.
Der Fischmarkt hatte auch einen Fußballverein, den FC Amis des Sports Lëtzebuerg-Fëschmaart, dieser wurde 1919 gegründet und spielte in der 2. Division der luxemburgischen Meisterschaft.
Seit 16. April 1827 findet hier an jedem Ostermontag die E'maischen (Emmausmarkt) statt, ein Markt für Töpferwaren, insbesondere für die Keramikpfeifen, Péckvillercher genannt. Der Markt wird seit 1937 durch das Comité Alstad gepflegt und in Zusammenarbeit mit der Stadtverwaltung organisiert.